# Steve van Vuuren

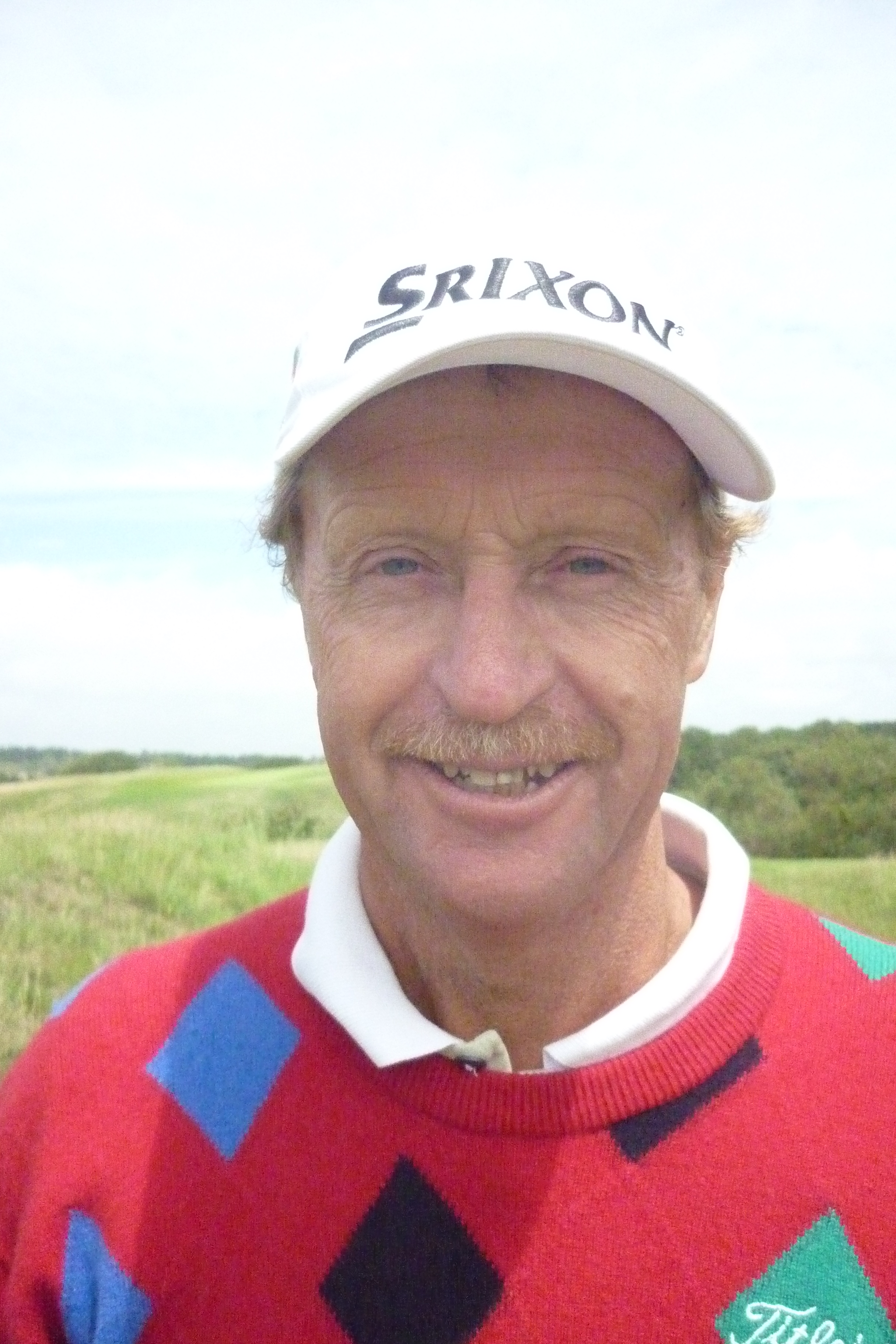

Stephen Daniel van Vuuren (Germiston, 26 september 1959) is een golfprofessional uit Zuid-Afrika.

## Amateur
- 1988: Northern Transvaal & Eastern Transvaal Junior
- 1988: Eastern Transvaal & Eagles Representative
- 1988: Transvaal under 23

## Professional
Van Vuuren werd in 1981 professional. Hij heeft zes toernooien gewonnen en is daarnaast dertien keer in de top-3 geëindigd. Van 1993-2002 heeft hij steeds in de top-50 van de rangorde van de Sunshine Tour gestaan. 
Van Vuuren speelt sinds 2010 op de Europese Senior Tour. In 2010 speelde hij zes toernooien en kwalificeerde zich steeds voor de laatste ronde. In 2011 heeft hij zeven toernooien gespeeld voordat hij in juni naar het Van Lanschot Open komt. Zijn beste resultaat was een 13de plaats in Mauritius.

### Gewonnen
- 1988: Club Pro Championship
- 1989: SA Winter Champion, Stannic Sun City Pro-Am, State Mines
- 1992: Centurion Lake Challenge
- 1995: Iscor Newcastle Classic, Mmabatho Sun Classic, Sanlam Classic Tournament, FNB Pro Series: Botswana Open, Winter Tour Order of Merit
- 1996: J & B Africa Classic.
- 2004: Vodacom Origins-Schoeman Park
- 2007: Mount Edgecombe Trophy